# Jane Siberry
Jane Siberry   (Toronto, 12 d'octubre de 1955) és un cantant i compositora canadenca, coneguda pels seus èxits com mentre "Mimi on the Beach", "I Muse Aloud", "One More Color" i "Calling All Angels". Va interpretar la cançó de tema a la sèrie televisiva Maniac Mansion. Ha alliberat material sota el nom Issa (/ˈiːsə/ EE-sə) – una identitat (com a nom oposat a un senzill nom artístic) que va utilitzar formalment entre 2006 i 2009.
En el 30 d'agost de 2005, Siberry va ser guardonada amb el Premi Victor Martyn Lynch-Staunton en categoria de música pel Canadian Council for the Arts.

## Carrera artística

### Infància i joventut
Jane Stewart va néixer en Toronto dins 1955 i va ser criada en el suburbi de Etobicoke. Va agafar el seu congnom, "Siberry", del nom familiar de la seva tia i oncle matern. Molts anys més tard, explicaria aquesta elecció afirmant que "aquesta dona i el seu marit van ser la primera parella que vaig conèixer on vaig poder sentir l'amor entre ells i vaig tenir davant meu com a punt de referència"

Siberry va aprendre piano des dels quatre anys, principalment de forma autodidacta i desenvolupant els seus propis conceptes de notació i estructura. A l'escola va aprendre la teoria de la música convencional (així com la trompa) i es va dedicar a tocar la guitarra treballant cançons de Leonard Cohen. La seva primera cançó es va completar a l'edat de disset anys, encara que havia estat desenvolupant idees de cançons des de molt abans.
""Vaig començar a la música, però vaig canviar a ciències quan em vaig adonar que era molt més interessant que estudiar música. Deixaria les classes eufòrica per coses mes petites"
Després de la graduació de secundària de Richview Collegiate a Etobicoke, Ontario, i després al Canadian Junior College, Lausana, Suïssa, Siberry va passar a estudiar música a la Universitat de Guelph, i més tard canviant als estudis de microbiologia (en els quals va obtenir un grau BSc) quan va trobar cursos de música com alliberament. Va començar en clubs folk a Guelph, connectant primer amb la cantant Wendy Davis i després amb el baixista John Switzer en un grup anomenat Java Jive.

### Primers tres àlbums i èxit canadenc (1979–1986)
Després de la divisió de Java Jive el 1979, Siberry va mantenir una relació musical i romàntica amb John Switzer (que treballaria amb ella en els seus primers quatre registres). En sortir de la universitat, va donar suport al seu treball com a intèrpret en solitari treballant com a cambrera, guanyant prou per finançar-lo i anar de gira el seu àlbum de debut, d'influència folk Jane Siberry, el qual va ser publicat en el segell Duke Street Records el 1981. L'àlbum va tenir relativament èxit com a llançament independent, permetent a Siberry signar un acord per tres àlbums amb A&M Recods a través del segell Windham Hill. Com a part de l'acord, Siberry va poder llançar els seus àlbums en Duke Street Records a Canadà, mentre que Windham Hill va gestionar la publicació i la distribució nord-americanes.
Conjuntament amb la banda Switzer, que la formaven el guitarrista Ken Myhr, els teclistes Doug Wilde i Jon Goldsmith, i el bateria Al Cross, Siberry va enregistrar el seu segon àlbum No Borders Here (llançat el 1984) pel qual ella abandonaria majoritàriament el folk aproximant-se al gènere pop electrònic. Això coincidit amb un creixement de suport al gènere new wave i la música independent dins de mitjans de comunicació canadencs, incloent l'emissora de Toronto CFNY i el canal de vídeo MuchMusic. Tots dos es van convertir en partidaris de Siberry i van posar la seva música en programació permanent.
El primer èxit de Siberry va ser No borders Here tall de "Mimi on the Beach" un senzill de set minuts i mig de rock que va gaudir de la música abundant difusió pels mitjans de moment, amb la reproducció del vídeo feta pel Siberry i amics. Ambdós factors van fer-li guanyar adeptes a MuchMusic i a la programació radiofònica universitària. Dos nous senzills amb vídeos: "You Don't Need" i "I Muse Aloud", van consolidar el seu èxit. No Borders Here va vendre 40,000 còpies i va fer guanyar a Siberry un CASBY award com a millor vocalista femenina, a més de donar la seva primera oportunitat de tocar en directe a Nova York.
El tercer àlbum de Siberry, The Speckless Sky (1985), va continuar amb el seu enfocament pop art. Va ser un altre èxit comercial i de crítica, aconseguint l'or a Canadà al vendre més de 100.000 unitats i consolidant Siberry com a estrella pop canadenca. L'àlbum va proporcionar un altre senzill, "One More Color" -amb un divertit vídeo que presenta Siberry caminant amb una vaca- i va guanyar el premi CASBY de 1985 com a àlbum millor, i obtenint també el premi a la millor producció. El 1986 Siberry va signar amb la filial de Warner Brothers, Reprise Rècords, la qual va prendre el seu contracte americà de Windham Hill, alhora que respectava l'acord canadenc existent amb Duke Street Records.

### Període Reprise Records

#### The Walking i Bound By the Beauty (1987–1992)
En el seu quart àlbum (el seu primer per Reprise) Siberry va crear The Walking. Va ser llançat el 1988, incorporant un conjunt de cançons completament estructurades, moltes d'elles llargues i canviades, tant en punts de vista narratius com en personatges. Moltes de les cançons es van enfrontar amb el col·lapse romàntic i la incomunicació, parcialment inspirat en la ruptura de Siberry amb John Switzer, que va ocórrer durant l'escriptura i enregistrament de l'àlbum. Va ser comercialitzada com a part del final del "high art" de la música de rock, juntament amb artistes com Kate Bush o Peter Gabriel. Siberry va començar una gira per Europa i els Estats Units per promocionar The Walking. Això va incloure la seva primera actuació europea, que va tenir lloc a l'ICA de Londres.
Malgrat els esforços tant del segell discogràfic com de l'artista, The Walking va tenir menys èxit comercial que El Speckless Sky, i Siberry no va fer el gran pas endavant en l'escena mundial. Encara que l'àlbum va tenir amb el mateix interès i atenció de la crítica com el seu predecessor, les ressenyes eren sensiblement més dures i menys acollidores. A més, l'àlbum va ser considerat inapropiat per algunes emissores, malgrat la presència de pistes més curtes i accessibles en l'àlbum. Per exemple "Ingrid and the Footman" va ser llançat com a single però no va tenir l'impacte desitjat.
Malgrat aquest contratemps, Reprise va retenir el contracte de Siberry, fins i tot assumint el costat canadenc de la distribució per al seu següent àlbum Bound by the Beauty del 1989<i id="mwUQ">.</i> Siberry va evolucionar cap a formes de cançons més senzilles i directes, passant de l'art-pop electrònic a estils més acústics basats en música country i música llatina. Encara que conservava el seu enfocament conceptual més densenfadat; els temes de la cançó de l'àlbum eren generalment més alegres que a The Walking. Abans del llançament de l'àlbum, Siberry va recórrer diversos festivals populars, en format duo amb Ken Mhyr a la guitarra, per reposicionar-se al mercat. Bound by the Beauty va tenir millors vendes discogràfiques, i va aparèixer en el RPM Top 100 llistà d'èxits del 1989. El 1990, va sortir de gira en 50 concerts al Japó, Austràlia, Nova Zelanda, Gran Bretanya, els Estats Units i Canadà.
El 1991, Siberry havia completat assajos pel seu àlbum pròxim: tanmateix, però els plans van ser reconduïts, ja que ni Reprise ni Siberry estaven satisfets amb els resultats, que consideraven era massa semblants a Bound by the Beauty. El 1992, durant l'espera del nou disc, Reprise va llançar un àlbum de recopilació de Siberry que va nomenar Summer en el Yukon pel mercat del Regne Unit. Aquest es va centrar principalment en el seu costat mes pop orientat, tot i presentant un remix del tall de Bound by the Beauty "The Life is the Red Wagon" amb una nova pista ballable.

#### When I Was a Boy, i Maria(1993–1996)
El sisè àlbum de Siberry, When I Was a Boy, va ser llançat el 1993 després d'un període de gravació i enregistrament de tres anys, durant el qual va experimentar canvis en la seva vida personal i en la seva aproximació musical. Per primera vegada va optar per compartir les responsabilitats de producció d'àlbums amb altres músics, com Michael Brook i Brian Eno, amb els quals també va compartir treballs instrumentals dins l'àlbum. Durant el període de gravació, també va haver d'enfrontar i superar una addicció a l'alcohol durant molt de temps. Posteriorment consideraria l'enregistrament musical més alliberat, el que descriuria com a "...més cos, i energia sexual... tracta sobre els aspectes sagrats de la sexualitat, i finalment sento capaç d'abraçar-los, i no ser mes una mera obervadora."
A diferència del seu predecedent, When I Was a Boy vva estar influenciat per la música funk, dance i gospel, i va fer un ús extensiu de la textura musical i música sample. En línia amb l'evolució cap a la música pop, trip-hop i Rhythm and blues, Siberry llançaria la seva millor i més coneguda cançó, "Calling All Angels". Era un duet amb k.d. lang, el qual ja havia aparegut com a part de la banda sonora de la pel·lícula de Wim Wenders, Until the End of the World. Va ser també una pista de l'àlbum Summer in the Yukon, i més tard registrat com a la banda sonora de Pay it Forward. Altres col·laboracions de l'àlbum van incloure a la cantant canadenca Holly Cole i Rebecca Jenkins i, per última vegada, al guitarrista habitual Ken Mhyr. L'àlbum va introduir mes temes d'orientació espiritual que es van convertir en un segell distintiu del treball posterior de Siberry i van llançar tres senzills: "Calling All Angels", "Sail across the Water" i "Temple".
Abans del llançament de When I Was a Boy, Siberry va actuar a Edimburg com a telonera de Mike Oldfield en la seva gira Tubular Bells II. Es va trobar amb un rebuig desastrós per part de l'audiència. Va ser un cop molt dur per a Siberry, i va haver de fer una reavaluació seriosa sobre el seu treball. A partir d'aquest moment, va optar per recuperar el seu art per si mateixa i va decidir "Vaig recuperar tot el poder que havia posat fora de mi mateixa intentant complaure (els altres). L'espectacle pitjor de la meva vida ha esdevingut l'espectacle millor perquè m'ha donat la llibertat definitiva per preocupar-se només sobre que considero realment bo. Com fa que la meva carrera sigui secundària."
Siberry reafirmaría posteriorment el control total de totes les àrees del seu treball, des de la composició fins a la presentació escènica i la direcció del vídeo. Per a la seva gira promocional de When I Was a Boy, que va presentar com "The It Ain't a Concert Concert", va optar per no utilitzar una banda i, en comptes d'això, va actuar com a solista, fomentant la interacció amb l'audiència i incloent materials dels escrits presentats per la crítica.
Més tard, el 1993, Siberry va col·laborar amb Holly Cole, Rebecca Jenkins, Mary Margaret O'Hara i Victoria Williams en un concert en directe de música nadalenca, que es va emetre a CBC Radio el dia de Nadal d'aquell any abans de llançar el seu àlbum el 1994 com a "Count Your Blessings".
Durant 1994 Siberry va gravar esporàdicament, sense construir un nou àlbum. Va cridar l'atenció d'un nou públic quan la seva cançó "It Can't Rain All the Time" va ser inclosa a la banda sonora de la pel·lícula The Crow, El temps dedicat amb Peter Gabriel als Real World Studios va donar lloc a tres cançons mes, que no es van estrenar en els següents set anys, i va cantar amb el grup Indigo Girls l'àlbum Swamp Ophelia.
El següent llançament de Siberry va comportar un altre canvi de direcció. A diferència de la complexa producció d'estudi de When I Was a Boy, "Maria", llançat el 1995, va oferir una direcció més inspirada en el jazz amb instrumentació acústica en viu i aproximacions similars a Van Morrison en Astral Weeks. Les pistes bàsiques de l'àlbum van ser gravades en tres dies per un grup amb Tim Ray, pianista de la banda Orange then Blue, el baixista Betty Carter, Christopher Thomas, el bateria Brian Blade, i el trompetista David Travers-Smith, amb Siberry cantant i tcoant la guitarra elèctrica. Va editar i revisar plenament el material enregistrat en cançons completes, les quals presentaven majoritàriament diverses perspectives sobre la innocència. L'àlbum també va comptar amb un treball conceptual ampliat de 20 minuts anomenat "Oh My My". Siberry va sortir amb aquesta nova banda en una gira per Canadà i els Estats Units, i es va mostrar satisfeta amb els resultats, però Reprise Records estava menys satisfet amb les vendes dels àlbums.
Després de Maria, Siberry es va separar de la companyia Reprise Records, després de declarar que "volien que treballés amb un productor, que va tallar qualsevol sentit de lleialtat. Em vaig adonar que realment no entenia el que feia ... així que vaig marxar."

### Període amb Sheeba Records

#### Període a Nova York (1996–1997)
El 1996, Siberry va fundar el seu pròpia marca independent a Toronto, Sheeba Rècords, en al qual publicaria tota la seva producció posterior Encara que el seu perfil públic es va fer més baix, una vegada que es va convertir en artista independent, va conservar el seus seguidors com artista de culte. El seu primer llançament amb Sheeba va ser Teenager (1996), un àlbum de cançons que havia escrit originalment durant la seva adolescència i que havia gravat durant les sessions de Maria. Va deixar l'oficina del Sheeba Records per continuar el seu treball a Toronto, i reubicar-se tot seguit a Nova York a la recerca de nova inspiració.
El 1996 va interpretar quatre concerts al famós club de jazz Bottom Line, tots ells gravats i estrenats en un conjunt d'àlbums en viu entre 1997 i 1999, coneguts col·lectivament com a "New York City Trilogy". El primer d'aquests va sortir el 1997: Child: Music for the Christmas Season, un doble àlbum que combinava estàndards de Nadal i villancets (com "O Holy Night" i "In the Bleack Midwinter", amb cançons originals de Siberry les cançons que incorporaven imatges religioses com "An Angel Stepped Down...").
Siberry també havia demostrat una major llibertat creativa amb el seu nou segell independent gravant un nou àlbum el 1997, A Day in the Life. Aquest va ser el seu llançament mes poc convencional fins a la data. Tot i que va comptar amb fragments de cançons, van predominar representacions acústiques en collage, com una típica experiència de la rutina diària de Siberry a Nova York. L'àlbum estava ple d'enregistraments de classes de ioga, missatges telefònics i sons del carrer. Va incloure converses i intercanvis amb una àmplia varietat de persones: conductors de taxi, amics, companys de feina i els col·laboradors musicals actuals de Siberry: Patty Larkin, Joe Jackson, k.d. lang i Darol Anger.
També el 1997 Siberry, amb el segell anterior Reprise Records, va publicar un segon àlbum de recopilació del seu treball, A Collection 1984–1989, dirigit als mercats canadenc i americà, i va treure tota la gamma de produccions de Siberry abans de When I Was a Boy.

#### Període de Toronto (1997–2005)
Amb Sheeba va tenir problemes financers, Siberry va deixar Nova York, i va tornar a Toronto, restablint el seu segell com un treball personal, controlant tant la composició com la producció. Per tal de finançar el segell Sheeba, Siberry va començar a experimentar amb el que es considerava idees promocionals poc ortodoxes, com els "Siberry Salons": concert i seminari en que es presentaveb dues actuacions, juntament amb un taller i sopar, portats a terme en locals íntims o inusuals com galeries d'art i apartaments de luxe. Sheeba, també va vendre peluxos i va subhastar articles relacionats amb la seva col·lecció, com ara llençols lletres signades, la seva primera guitarra, i fins i tot el sostenidor rosa que portava a la portada de Maria.
Siberry va trigar dos anys a estabilitzar l'economia de Sheeba, temps que la va mantenir força ocupada. El seu primer llibre de prosa-poemes, S W A N, va ser publicat per Sheeba el 1998. El mateix any va realitzar una gira com un dels actes feministes del tour "Suffragette Sessions", juntament amb Indigo Girls, Lisa Germano i membres de Luscious Jackson i The Breeders. Un segon llibre, One Room Schoolhouse, va seguir el 1999. En el mateix any, Siberry va publicar el segon i tercers volums dels enregistraments de concert de Nova York. Lips: Music or Saying It es va basar sobre temes de comunicació, que incorporaven la resposta de "Mimi" a la cançó "Mimi on the Beach" de 1984. Un altre àlbum: Tree: Music for Films and Forests documentava un concert en el qual Siberry cantava cançons relaciondes amb el concepte d'arbres, a més d'afegir un parell de cançons que havia contribuït amb partitures cinematogràfiques. La trilogia completa es va tornar a publicar com un quadre d'àlbums de tres anys el mateix any.
Siberry va llançar el seu desè àlbum d'estudi, Hush el 2000. Es tractava d'un registre predominantment acústic format per versions en les que Siberry va explora la música folk americana, música celta i cançons gospel com "Jacobs Ladder", "Ol' Home River" i "Streets of Laredo". Va llançar un tercer llibre a tarvés de Sheeba el 2000, amb el nom de New Year's Baby. L'any següent, amb l'album City va compilar diversos va compilar diverses pistes, rareses i col·laboracions entre Siberry i altres músics. A banda d'oferir una nova oportunitat a "Calling All Angels", l'àlbum incorporava treballs amb Nigel Kennedy, Peter Gabriel, Hector Zazou i Joe Jackson, a banda de presentar "All the Pretty Ponies", una cançó infantil amb que Siberry havia contribuït a la banda sonora de Barney's Great Adventure.
L'any 2002, Love is Everything: The Jane Siberry Anthology va ser publicada per Rhino Records: un àlbum de CD doble que combinava materials de les seves etapes amb Duke Street, Reprise i Sheeba, i resumia els seus primers vint-i-un anys de la seva carrera professional. Aquest treball li va seguir el 2003 Shushan the Palace: Hymns of Earth un altre tema nadalenc amb versions. Siberry va realitzar les seves pròpies interpretacions dels himnes litúrgics de Nadal interpretats per diversos compositors clàssics i romàntics com Mendelssohn, Bach, Holst i Handel.
Malgrat la seva aparent productivitat, Siberry va continuar treballnat per la seva carrera independent i els seus negocis estaven plens de reptes i problemes. Els àlbums en viu van ser, en part, una tàctica econòmica que li va permetre obtenir recursos per a gravar el seu treball original. Més endavant confessaria: "Realment pensava que anava a ser molt, molt més fàcil. Tota el segell. I no ho era. Aquests registres, Shushan i Hush, es van compondre per pagar temps d'estudi".

#### Període "Issa" (2006–2009)
D'hora dins 2006, Siberry va tancar la seva empresa Sheeba, i va subhastar i vendre gairebé totes les seves possessions via eBay – incloent-hi la seva casa de Toronto casa i els seus instruments musicals. Va conservar una guitarra itinerant, però cap dels altres instruments va aparèixer en els seus àlbums i en els seus concerts. El 2006, va dir a The Globe and Mail que hi hagi mantingut un molt poques possessions valuoses, incloent els cd's guardats de Milles Davis CDs.
"Vaig sentir la necessitat de fer alguns canvis forts en la meva vida. Semblava important canviar el meu nom, així que ho vaig fer. El vaig canviar per un nom que pensava que era senzill, una tassa buida. Mai abans havia escoltat el nom d'Issa, i resulta que té alguns significats meravellosos, incloent un poeta haiku al Japó i el nom que Jesús va tenir a l'Índia. Però fa dues setmanes vaig canviar oficialment de nou el meu nom per Jane Siberry. Em vaig sentir que havia de fer el canvi de nom, havia aconseguit el meu objectiu, en termes de dedicar-me a la meva carrera professional, fent que la meva feina estigués a la disposició de la gent. Així doncs, Jane Siberry és el meu nom de nou fins a un nou avís, però em sento més plena en haver estat Issa durant tres anys."
El 3 de juny de 2006, en algun lloc del nord-oest d'Europa, Siberry va canviar el seu nom a Issa: revelant aquest canvi d'identitat al públic un parell de setmanes més tard el 24 de juny de 2006. Va dir a The Globe and Mail que va escollir el nom Issa com a variant femenina d'Isaies. Va declarar que la seva música més antiga quedaria disponible a la venda sota el nom "Jane Siberry", però el seu material nou estaria publicat com a Issa. Pel que fa al seu canvi d'identitat també va declarar, "vaig haver de fer-ho bé. Vaig haver de ser seriosa i vaig haver de transmetre-ho. Quan vaig deixar Jane, em vaig estar en silenci durant 24 hores. Cap paraula a ningú. I a partir de llavors, Issa."
Posteriorment descriuria el procés d'escollir una nova identitat en termes de canviar la seva aproximació d'escriptura: "Passant a Issa, no sabia si estaria mes en el negoci de la música. Vaig començar a escriure. Vaig voler deixar anar totes les expectatives i només tractar d'apropar-me al que escoltava al cap ... Acabo de tractar d'escriure amb la mateixa precisió que vaig poder al que he escoltat a la meva ment. Vaig aturar tot i que vaig poder amb una nota a la vegada, i només vaig reprendre quan vaig escoltat la següent nota" El procés va ser exitós, amb un resultat de trenta-tres cançons escrites en trenta-tres dies.
El 4 de juliol de 2006, Issa va donar una conferència a University of British Columbia de Vancouver sobre el tema de "Cracking the Egg: A Look from the Inside". En aquest acte, va començar amb una meditació poètica sobre la ciència i la vida, i després va obrir les preguntes de l'audiència. Tambe va parlar sobre les seves darreres aventures analitzant la seva vida, el seu canvi de nom i la seva nova concepció de si mateixa com a artista. Durant el 2006 i el 2007, va documentar el procés de gravació d'unes trenta cançons noves en el seu diari, publicat a la seva pàgina MySpace i en el seu nou lloc web.
Dins tardor 2008 Issa va finalitzar la idea d'una trilogia d'àlbums que s'anomenarien "Three Queens". El primer d'aquests – Dragon Dreams – va ser el debut com a d'Issa publicant-lo, el 12 de desembre de 2008. Com va passar amb el material anterior de Jane Siberry, va ser llançat a Sheeba. Issa havia conservat l'etiqueta tot i haver reduït les seves operacions. El 2009, Issa va llançar el segon àlbum en la trilogia de Reines, With What Shall I Keep Warm?. No obstant quedava clar que la seva identitat no estava fixada, ja que els dos noms que havia utilitzat com a músic – "Issa" i "Jane Siberry" – s'havien inclòs a la coberta. Al desembre de 2009, va notificar als seus seguidors que recentment havia canviat el seu nom de Issa a Jane Siberry, sentint que el procés de treballar amb un nom diferent havia finalitzat el seu recorregut.

#### Darrers treballs (2010–present)
Siberry va llançar un "microtour" a través de la seva llista de correus d'aficionats el 2010, per intentar satisfer les demandes de concerts a diferents poblacions, tot i mirant de compaginar-ho amb la necessitat de trobar un promotor adequat.En aquest tour es va proposar tocar a petits locals, fins i tot a cases particulars, en qualsevol població europea dins Europa on un o més els aficionats podrien organitzar un concert amb una audiència aproximada de 20 a 30 persones i una nit d'allotjament.
Dins maig 2010, Siberry va fer que el seu catàleg complet de música estés disponible per descàrrega lliure en format Mp3 i formats d'AIFF. Anteriorment hi hagi emprat una política de preus flexibles, declarant "vaig començar sentir-me estranya a causa de tot el que la gent vol a causa dels diners. Em va fer mal a l'estómac, així que vaig fer un interfície flexible perquè la gent pogués reproduir les meves cançons d'acord amb la seva forma de pensar que creien correcta, i no vaig haver de preocupar-me mai més."
El març de 2011, Siberry va aconsellar als seus seguidors a través de la seva llista de correu que el tercer àlbum de la trilogia "Three Queens" estava gairebé a punt i que tenia la intenció d'estrenar un quart disc com a part de la col·lecció. L'àlbum, Meshach Dreams Back, va ser llançat més tard el 2011, i va ser el primer àlbum que es va acreditar a "Jane Siberry" pels següents vuit anys.
El 2014 Siberry va utilitzar crowdfunding per recaptar fons per produir Ulysses' Pursue, un CD d'edició limitada. Siberry És presentat en el senzill Corey Hart "10,000 Cavalls", que va ser llançat el 8 d'April de 2014.

## Estil musical i aproximació comercial
A la música de Siberry se la compara generalment amb artistes com Kate Bush, Joni Mitchell, Suzanne Vega i Laurie Anderson. Ha treballat una gran varietat d'estils, que van des del rock new wave en els seus primers àlbums, a un estil de pop influït pel jazz, folk, gospel, música clàssica i litúrgica en els seus treballs posteriors. Ha citat a Van Morrison i Miles Davis com a les seves influènces mes decisives.
Siberry sovint ha criticat el poder competitiu de la ràdio comercial i la indústria discogràfica. El 2005, va ser pionera en una política d'establiment de preus autodeterminada a través del seu lloc web en que el comprador tenia l'opció de fer servir un preu estandard (aproximadament 0.99$ pista/d'USD); pagament comptat, auto taxació; pagament endarrerit, o "un donatiu a Jane". En una entrevista al The Globe and Mail, Siberry va confirmar que, des que havia instituït la política d'establiment d'un preu determinat, els ingressos mitjans que rep per cançó dels clients de Sheeba són, de fet, una mica més que un preu normal.

## Vida personal
Siberry es vegetariana.

## Discografia

### Àlbums

#### Àlbums d'estudi
- Jane Siberry (1981)
- No Borders Here (1984)
- The Speckless Sky (1985)
- The Walking (1987)
- Bound by the Beauty (1989)
- When I Was a Boy (1993)
- Maria (1995)
- Teenager (1996)
- A Day in the Life (1997)
- Hush (2000)
- Shushan the Palace: Hymns of Earth (2003)
- Dragon Dreams (as Issa) (2008)
- With What Shall I Keep Warm? (as Issa/Jane Siberry) (2009)
- Meshach Dreams Back (2011)
- Ulysses' Purse (2016)
- Angels Bend Closer (2016)

#### Àlbums vius
- Count Your Blessings (1994, live, performances by Jane Siberry, Holly Cole, Rebecca Jenkins, Mary Margaret O'Hara and Victoria Williams)
- Child: Music for the Christmas Season (1997, live)
- Lips: Music for Saying It (1999, live)
- Tree: Music for Films and Forests (1999, live)

#### Recopilacions
- Summer in the Yukon (1992) – UK-only "best of"
- A Collection 1984-1989 (1995) – North American "best-of"
- New York City Trilogy (1999) – 4-CD box set of live albums '"Tree'", '"Child'" and '"Lips"'
- City (2001) – Collaborations, non-album tracks and rarities
- Love is Everything: The Jane Siberry Anthology (2002) – 2-CD "best of", 1981–2002

### Gràfic singles
Siberry va col·locar tres singles en el RPM Hot 100 canadenc:
- "Mimi on the Beach" (1984) – No. 68
- "One More Colour" (1985) – No. 27
- "Sail Across the Water" (1993) – No. 66

Dos altres pistes van arribar a les llistes RPM Adult Contemporary:
- "Map of the World (Part II)" (1986) – #17
- "Calling All Angels" (1992) – #9

### Àlbums recopilatoris
Siberry també va contribuir en talls per un bon nombre de bandes sonores de pel·lícula i àlbums recopilatoris:
- Until the end of the World, 1991 ("Calling All Angels")
- Kick at the Darkness, 1991 ("A Long Time Love Song", duet with Martin Tielli)
- Toys, 1992 ("Happy Workers (reprise)")
- The Crow, 1994 ("It Can't Rain All the Time")
- Faraway, So Close, 1994 ("Slow Tango")
- Chansons des mers froides, 1994 ("She's Like A Swallow")
- Time and Love: The Music of Laura Nyro, 1997 ("When I Think of Laura Nyro")
- Women Like Us: Lesbian Favorites, 1997 ("Temple")
- Pay It Forward, 1998 ("Calling All Angels")
- Care Bears: Journey to Joke-a-lot, 2004 ("With All Your Heart")
- Whatever: The '90s Pop &amp; Culture Box, 2005 ("Calling All Angels")

## Versions
Two Nice Girls va gravar la versió country / folk de "Follow Me" en el seu àlbum de debut de 1989 2 nice girls.
La seva cançó "One More Colour" va ser versionada per Sarah Polley el 1997 a la banda sonora a The Sweet Hereafter, pels Rheostatics en el seu àlbum "Introducing Happiness". K.D. Lang va versionar "The Valley" i "Love Is Everything" en el seu àlbum Hymns of the 49th Parallel.
Alice va versionar "Calling All Angels" en el seu àlbum God Is My DJ el 1999.
Rock Plaza Central va versionar "You Don't Need"; mentre que "Calling All Angels" va ser versionada novament per Wailin' Jennys el 2009.
El difunt Kevin Gilbert va enregistrar una versió a piano de la seva cançó "The Taxi Ride", que apareix a l'àlbum Bolts, una col·leccio de material inèdit de la carrera de Gilbert apareguda el 2009.

## Actuacions com a convidada
Va cantar com a artista convidada al concert de Bob Wiseman de 1991 Presented by Lake Michigan Soda. En aquest dics canta "The Bridge" amb Joa Jackson de Heaven & Hell.